# Lisbon Challenger 1989
Il Lisbon Challenger 1989 è stato un torneo di tennis facente parte della categoria ATP Challenger Series nell'ambito dell'ATP Challenger Series 1989. Il torneo si è giocato a Lisbona in Portogallo dal 24 al 30 aprile 1989 su campi in terra rossa.

## Vincitori

### Singolare
Andrej Čerkasov ha battuto in finale  Tomás Carbonell con il punteggio di 7–6, 6–3

### Doppio
Tomás Carbonell /  Carlos Costa hanno battuto in finale  Marcos Górriz /  Vicente Solves con il punteggio di 6–4, 6–1